# André Vladimir Heiz
André Vladimir Heiz (* 27. August 1951 in Langenthal) ist ein Schweizer Schriftsteller, Dozent für Semiotik und ein Designtheoretiker. Er fertigt auch malerische Zeichen an.

## Leben
Heiz studierte an der Universität Zürich, wo er mit einer Schrift Zur verbalen und imaginalen Konzeption von Werbebotschaften promoviert wurde. Anschließend studierte er Semiotik an der École des hautes études en sciences sociales in Paris. Seit seinem „Satz zum Gesamtkunstwerk“ für Harald Szeemann kreisen die literarischen und malerischen, theoretischen und praktischen Arbeiten von Heiz um das Zeichen. Pendelnd zwischen seiner Muttersprache, dem Französischen, und seiner Vatersprache, dem Deutschen, schreibt und zeichnet er „doppelt“.
Heiz leitete den Studienbereich Visuelle Kommunikation an der Zürcher Hochschule der Künste und war Dozent für Semiotik und Entwurfsmethodologie an der Kantonalen Hochschule für Kunst und Design (École Cantonale d’Art de Lausanne, ECAL) in der französischsprachigen Schweiz. Er ist Herausgeber einer Taschenbuchreihe für Gestalterinnen und Gestalter, einer umfassenden, praxisorientierten „Grammatik der angewandten und schönen Künste“.
In den Jahren 2007 und 2008 war er Jury-Mitglied des Ingeborg-Bachmann-Preises bei den Tagen der deutschsprachigen Literatur in Klagenfurt. 2012 brachte er rin vierbändige Werk Die Grundlagen der Gestaltung heraus.  Als Dozent ist er an der F+F Schule für Kunst und Design tätig.

## Auszeichnungen
Das literarische Werk von Heiz wurde mehrfach mit Preisen ausgezeichnet, u. a. mit dem
- 1986: Buchpreis der Stadt Bern
- 2015: Auszeichnung für sein Lebenswerk durch die Schweizer steo-Stiftung[9]

## Werke
- Die Lektüre. Roman, Verlag Sauerländer, Aarau 1982, ISBN 3-7941-2278-X.
- «O». Roman, Verlag Sauerländer, Aarau 1983, ISBN 3-7941-2555-X.
- Anatomie der Nacht. Verlag Sauerländer, Aarau 1985, ISBN 3-7941-2750-1.
- Yoyo. Roman, Verlag Sauerländer, Aarau 1989, ISBN 3-7941-3108-8.
- Knapp. Novelle, Bilgerverlag, Zürich 1993, ISBN 3-908010-09-8.
- Sommersprossen. Liebeserklärung an die Ungleichzeitigkeiten der Sprache: «Mutter, wo übernachtet die Sprache?», Ricco Bilger, Zürich 1995, ISBN 3-908010-15-2.
- Liliane und Damian. Die ersten vierzehn Tage der Liebe. Roman, Bilgerverlag, Zürich 1997, ISBN 3-908010-34-9.
- mit Michael Pfister: Dazwischen: Beobachten und Unterscheiden. Museum für Gestaltung Zürich 1998, ISBN 3-907065-79-4 (Katalog, zur Ausstellung Medium – eine Welt dazwischen vom 24. November 1998 bis 17. Januar 1999).
- Design – Ein Zwischenfall Institut für Theorie der Gestaltung und Kunst, Zürich 2003, ISBN 3-906489-01-9.
- Grundlagen der Gestaltung. Band 1: Prozesse und Programme. Band 2: Strukturen erkennen – Systeme gestalten. Band 3: Zeichen und Kontext. Band 4: Identitäten und Differenzen.
- Der falsche Ton. neobooks Self-Publishing E-Book, München 2014, ISBN 978-3-8476-1786-0.